# Cláudio Taffarel
Cláudio André Mergen Taffarel (Santa Rosa, 8 maggio 1966) è un allenatore di calcio ed ex calciatore brasiliano, di ruolo portiere, preparatore dei portieri della nazionale brasiliana. Campione del mondo con la nazionale brasiliana nel 1994. Ha inoltre origini italiane, in quanto i suoi antenati erano trevigiani di Fregona.

## Caratteristiche tecniche
Era un portiere scarsamente spettacolare, e le sue caratteristiche principali erano la razionalità e la freddezza; era inoltre abile nel parare i rigori. Era dotato di uno spiccato senso della posizione e di pronti riflessi.

## Carriera

### Giocatore

#### Club
Debuttò nel 1985 nell'Internacional con il quale giocò fino al 1990 non vincendo però alcun titolo. Si trasferì poi in Italia, al Parma, nell'ambito di un'operazione che portò in Emilia anche Georges Grün e Tomas Brolin: l'acquisto di Taffarel fu spiegato dal patron Calisto Tanzi come un'operazione anche commerciale, in quanto il portiere avrebbe fatto da uomo immagine in Brasile per la Parmalat. Con il Parma vinse la Coppa Italia nel 1992 e la Coppa delle Coppe 1993, prima di trasferirsi alla Reggiana, dove rimase fino al 1994; dopo il Mondiale del 1994 ha brevemente giocato con la squadra parrocchiale del Preziosissimo Sangue di Reggio nell'Emilia come attaccante.

Taffarel in azione alla Reggiana nella stagione 1993-1994

Fu poi l'Atlético Mineiro ad acquistarlo, mantenendolo in rosa fino al 1997. Il Galatasaray lo prelevò dal club brasiliano nel 1998, e fu
uno dei protagonisti della vittoria della coppa UEFA nel 2000, dove, in finale contro l'Arsenal, è stato eletto miglior giocatore. L'anno successivo vinse 2-1 contro il Real Madrid la Supercoppa europea e il Galatasaray con il suo apporto riuscì a raggiungere i quarti di finale di Champions League battendo squadre del calibro di Real Madrid e Milan; qui, nel 1999, scampò al terremoto di İzmit. Nel 2001 tornò in Italia per vestire nuovamente la maglia del Parma, facendo il secondo di Sébastien Frey fino alla stagione 2002-2003, terminata la quale rimase svincolato.
Nel settembre del 2003, mentre stava raggiungendo Empoli per effettuare il primo allenamento con il club toscano, la sua vettura ebbe un guasto meccanico: Taffarel, uomo molto religioso, interpretò questo episodio come un segno divino e decise non solo di non firmare con gli azzurri ma anche di ritirarsi dal mondo del calcio giocato, dichiarando: "Chiedo scusa alla società e perdono a Dio, ma il guaio alla macchina mi ha fatto pensare. Ho capito di aver chiuso con questo sport".

#### Nazionale
Con la Nazionale verdeoro Taffarel per numero di presenze è il primo portiere nella storia del Brasile con 101 apparizioni, e il quinto giocatore in assoluto dopo Cafu, Roberto Carlos, Lucio e Dani Alves. Oltre al trionfo del 1994, dove ha parato tra l'altro il rigore a Daniele Massaro contribuendo al successo ai tiri di rigore nella finalissima contro l'Italia e ha concesso solo tre gol (esclusi i due calci di rigore segnati dagli azzurri nella finale), ha giocato i mondiali del 1990 e del 1998; questi ultimi terminati con un secondo posto, in cui ha parato gli ultimi due rigori della semifinale contro i Paesi Bassi.

### Allenatore
Nella stagione 2004-2005 diviene preparatore dei portieri del Galatasaray; l'11 giugno 2011 ritorna ad essere preparatore dei portieri del club turco. Il 23 luglio 2014 viene nominato preparatore dei portieri della Seleção, salvo poi tornare al Galatasaray nel luglio 2015, mantenendo comunque il suo ruolo nello staff della nazionale brasiliana. Il 19 novembre viene nominato tecnico ad interim in sostituzione di Hamza Hamzaogul. Sulla panchina dei “Aslanlar” disputa due partite: 3-3 contro l’Antalyaspor in campionato e nella sconfitta per 2-0 contro l’Atlético Madrid nei giorni di Champions League, il 26 novembre lascia la guida a Mustafa Denizli.
Il 30 novembre 2021 viene ingaggiato dal Liverpool come preparatore dei portieri.

## Statistiche

### Presenze e reti nei club
| Stagione                | Squadra                 | Campionato              | Campionato | Campionato | Coppe nazionali | Coppe nazionali | Coppe nazionali | Coppe continentali | Coppe continentali | Coppe continentali | Altre coppe | Altre coppe | Altre coppe | Totale | Totale |
| Stagione                | Squadra                 | Comp                    | Pres       | Reti       | Comp            | Pres            | Reti            | Comp               | Pres               | Reti               | Comp        | Pres        | Reti        | Pres   | Reti   |
| ----------------------- | ----------------------- | ----------------------- | ---------- | ---------- | --------------- | --------------- | --------------- | ------------------ | ------------------ | ------------------ | ----------- | ----------- | ----------- | ------ | ------ |
| 1985                    | Internacional           | PD/RS+A                 | 13+0       | -? +0      | -               | -               | -               | -                  | -                  | -                  | -           | -           | -           | 13     | -?+    |
| 1986                    | Internacional           | PD/RS+A                 | ?+17       | -? + -10   | -               | -               | -               | -                  | -                  | -                  | -           | -           | -           | 17+    | -10+   |
| 1987                    | Internacional           | PD/RS+A                 | 41+19      | -? + -12   | -               | -               | -               | -                  | -                  | -                  | -           | -           | -           | 60     | -12+   |
| 1988                    | Internacional           | PD/RS+A                 | 24+22      | -? + -20   | -               | -               | -               | -                  | -                  | -                  | -           | -           | -           | 46     | -20+   |
| 1989                    | Internacional           | PD/RS+A                 | 16+15      | -? + -14   | CB              | ?               | -?              | CL                 | 12                 | -12                | -           | -           | -           | 43+    | -26+   |
| 1990                    | Internacional           | PD/RS+A                 | 7+0        | -? +0      | CB              | ?               | -?              | -                  | -                  | -                  | -           | -           | -           | 7+     | -?+    |
| Totale Internacional    | Totale Internacional    | Totale Internacional    | 101++73    | -? + -56   |                 | ?               | -?              |                    | 12                 | -12                |             | -           | -           | 186+   | -68+   |
| 1990-1991               | Parma                   | A                       | 34         | -30        | CI              | 2               | -2              | -                  | -                  | -                  | -           | -           | -           | 36     | -32    |
| 1991-1992               | Parma                   | A                       | 34         | -28        | CI              | 3               | -1              | CU                 | 2                  | -1                 | -           | -           | -           | 39     | -30    |
| 1992-1993               | Parma                   | A                       | 6          | -11        | CI              | 1               | 0               | CdC                | 2                  | 0                  | SI          | 1           | -2          | 10     | -13    |
| 1993-1994               | Reggiana                | A                       | 31         | -31        | CI              | 2               | -3              | -                  | -                  | -                  | -           | -           | -           | 33     | -34    |
| 1995                    | Atlético Mineiro        | M1/MG+A                 | 19+22      | -5+ + -22  | CB              | 6               | -6              | CC                 | 8                  | -9                 | -           | -           | -           | 55     | -42+   |
| 1996                    | Atlético Mineiro        | M1/MG+A                 | 29+27      | -6+ + -37  | CB              | 4               | -8              | CmC                | 2                  | -3                 | -           | -           | -           | 62     | -54+   |
| 1997                    | Atlético Mineiro        | M1/MG+A                 | 16+25      | -3+ + -32  | CB              | 4               | -7              | CC                 | 6                  | -4                 | -           | -           | -           | 51     | -46+   |
| 1998                    | Atlético Mineiro        | M1/MG+A                 | 6+0        | -2+ + 0    | CB              | 3               | -2              | -                  | -                  | -                  | -           | -           | -           | 9      | -4+    |
| Totale Atlético Mineiro | Totale Atlético Mineiro | Totale Atlético Mineiro | 70+74      | -16+ + 91  |                 | 17              | -23             |                    | 16                 | -16                |             | -           | -           | 177    | -146+  |
| 1998-1999               | Galatasaray             | SL                      | 32         | -28        | CT              | 8               | -?              | UCL                | 8                  | -11                | -           | -           | -           | 48     | -39+   |
| 1999-2000               | Galatasaray             | SL                      | 30         | -19        | CT              | 3               | -?              | UCL+CU             | 7+9                | -7 + -6            | -           | -           | -           | 49     | -32+   |
| 2000-2001               | Galatasaray             | SL                      | 27         | -29        | CT              | 3               | -?              | CU                 | 13                 | -19                | SU          | 1           | -1          | 44     | -49+   |
| Totale Galatasaray      | Totale Galatasaray      | Totale Galatasaray      | 89         | -76        |                 | 14              | -?              |                    | 37                 | -43                |             | 1           | -1          | 141    | -120+  |
| 2001-2002               | Parma                   | A                       | 5          | -3         | CI              | 8               | -7              | UCL+CU             | 0+0                | 0+0                | -           | -           | -           | 13     | -10    |
| 2002-2003               | Parma                   | A                       | 0          | 0          | CI              | 2               | -3              | CU                 | 0                  | 0                  | SI          | 0           | 0           | 2      | -3     |
| Totale Parma            | Totale Parma            | Totale Parma            | 79         | -72        |                 | 16              | -13             |                    | 4                  | -1                 |             | 1           | -2          | 100    | -88    |
| Totale carriera         | Totale carriera         | Totale carriera         | 517+       | -341+      |                 | 49+             | -39+            |                    | 69                 | -71                |             | 2           | -3          | 637+   | -455+  |

### Cronologia presenze e reti in nazionale
| Cronologia completa delle presenze e delle reti in nazionale ― Brasile | Cronologia completa delle presenze e delle reti in nazionale ― Brasile | Cronologia completa delle presenze e delle reti in nazionale ― Brasile | Cronologia completa delle presenze e delle reti in nazionale ― Brasile | Cronologia completa delle presenze e delle reti in nazionale ― Brasile | Cronologia completa delle presenze e delle reti in nazionale ― Brasile | Cronologia completa delle presenze e delle reti in nazionale ― Brasile | Cronologia completa delle presenze e delle reti in nazionale ― Brasile |
| Data                                                                   | Città                                                                  | In casa                                                                | Risultato                                                              | Ospiti                                                                 | Competizione                                                           | Reti                                                                   | Note                                                                   |
| ---------------------------------------------------------------------- | ---------------------------------------------------------------------- | ---------------------------------------------------------------------- | ---------------------------------------------------------------------- | ---------------------------------------------------------------------- | ---------------------------------------------------------------------- | ---------------------------------------------------------------------- | ---------------------------------------------------------------------- |
| 7-7-1988                                                               | Sydney                                                                 | Australia                                                              | 0 – 1                                                                  | Brasile                                                                | Australia Bicentenary Gold Cup - 1º turno                              | -                                                                      |                                                                        |
| 10-7-1988                                                              | Melbourne                                                              | Brasile                                                                | 0 – 0                                                                  | Argentina                                                              | Australia Bicentenary Gold Cup - 1º turno                              | -                                                                      |                                                                        |
| 13-7-1988                                                              | Melbourne                                                              | Brasile                                                                | 4 – 1                                                                  | Arabia Saudita                                                         | Australia Bicentenary Gold Cup - 1º turno                              | -1                                                                     |                                                                        |
| 17-7-1988                                                              | Sydney                                                                 | Australia                                                              | 0 – 2                                                                  | Brasile                                                                | Australia Bicentenary Gold Cup - Finale                                | -                                                                      |                                                                        |
| 28-7-1988                                                              | Oslo                                                                   | Norvegia                                                               | 1 – 1                                                                  | Brasile                                                                | Amichevole                                                             | -1                                                                     |                                                                        |
| 4-8-1988                                                               | Vienna                                                                 | Austria                                                                | 0 – 2                                                                  | Brasile                                                                | Amichevole                                                             | -                                                                      |                                                                        |
| 12-10-1988                                                             | Anversa                                                                | Belgio                                                                 | 1 – 2                                                                  | Brasile                                                                | Amichevole                                                             | -1                                                                     |                                                                        |
| 21-6-1989                                                              | Basilea                                                                | Svizzera                                                               | 1 – 0                                                                  | Brasile                                                                | Amichevole                                                             | -1                                                                     |                                                                        |
| 1-7-1989                                                               | Salvador                                                               | Brasile                                                                | 3 – 1                                                                  | Venezuela                                                              | Coppa America 1989 - 1º turno                                          | -1                                                                     |                                                                        |
| 3-7-1989                                                               | Salvador                                                               | Brasile                                                                | 0 – 0                                                                  | Perù                                                                   | Coppa America 1989 - 1º turno                                          | -                                                                      |                                                                        |
| 7-7-1989                                                               | Salvador                                                               | Brasile                                                                | 0 – 0                                                                  | Colombia                                                               | Coppa America 1989 - 1º turno                                          | -                                                                      |                                                                        |
| 9-7-1989                                                               | Recife                                                                 | Brasile                                                                | 2 – 0                                                                  | Paraguay                                                               | Coppa America 1989 - 1º turno                                          | -                                                                      |                                                                        |
| 12-7-1989                                                              | Rio de Janeiro                                                         | Brasile                                                                | 2 – 0                                                                  | Argentina                                                              | Coppa America 1989 - 2º turno                                          | -                                                                      |                                                                        |
| 14-7-1989                                                              | Rio de Janeiro                                                         | Brasile                                                                | 3 – 0                                                                  | Paraguay                                                               | Coppa America 1989 - 2º turno                                          | -                                                                      |                                                                        |
| 16-7-1989                                                              | Rio de Janeiro                                                         | Brasile                                                                | 1 – 0                                                                  | Uruguay                                                                | Coppa America 1989 - 2º turno                                          | -                                                                      | [ 22 ]                                                                 |
| 23-7-1989                                                              | Rio de Janeiro                                                         | Brasile                                                                | 1 – 0                                                                  | Giappone                                                               | Amichevole                                                             | -                                                                      |                                                                        |
| 30-7-1989                                                              | Caracas                                                                | Venezuela                                                              | 0 – 4                                                                  | Brasile                                                                | Qual. Mondiali 1990                                                    | -                                                                      |                                                                        |
| 13-8-1989                                                              | Santiago del Cile                                                      | Cile                                                                   | 1 – 1                                                                  | Brasile                                                                | Qual. Mondiali 1990                                                    | -1                                                                     |                                                                        |
| 20-8-1989                                                              | San Paolo                                                              | Brasile                                                                | 6 – 0                                                                  | Venezuela                                                              | Qual. Mondiali 1990                                                    | -                                                                      |                                                                        |
| 3-9-1989                                                               | Rio de Janeiro                                                         | Brasile                                                                | 2 – 0                                                                  | Cile                                                                   | Qual. Mondiali 1990                                                    | -                                                                      |                                                                        |
| 14-10-1989                                                             | Bologna                                                                | Italia                                                                 | 0 – 1                                                                  | Brasile                                                                | Amichevole                                                             | -                                                                      |                                                                        |
| 14-11-1989                                                             | João Pessoa                                                            | Brasile                                                                | 0 – 0                                                                  | Jugoslavia                                                             | Amichevole                                                             | -                                                                      |                                                                        |
| 20-12-1989                                                             | Rotterdam                                                              | Paesi Bassi                                                            | 0 – 1                                                                  | Brasile                                                                | Amichevole                                                             | -                                                                      |                                                                        |
| 28-3-1990                                                              | Londra                                                                 | Inghilterra                                                            | 1 – 0                                                                  | Brasile                                                                | Amichevole                                                             | -1                                                                     |                                                                        |
| 5-5-1990                                                               | Campinas                                                               | Brasile                                                                | 2 – 1                                                                  | Bulgaria                                                               | Amichevole                                                             | -1                                                                     |                                                                        |
| 13-5-1990                                                              | Fortaleza                                                              | Brasile                                                                | 3 – 3                                                                  | Germania Est                                                           | Amichevole                                                             | -3                                                                     |                                                                        |
| 10-6-1990                                                              | Torino                                                                 | Brasile                                                                | 2 – 1                                                                  | Svezia                                                                 | Mondiali 1990 - 1º turno                                               | -1                                                                     |                                                                        |
| 16-6-1990                                                              | Torino                                                                 | Brasile                                                                | 1 – 0                                                                  | Costa Rica                                                             | Mondiali 1990 - 1º turno                                               | -                                                                      |                                                                        |
| 20-6-1990                                                              | Torino                                                                 | Brasile                                                                | 1 – 0                                                                  | Scozia                                                                 | Mondiali 1990 - 1º turno                                               | -                                                                      |                                                                        |
| 24-6-1990                                                              | Torino                                                                 | Brasile                                                                | 0 – 1                                                                  | Argentina                                                              | Mondiali 1990 - Ottavi di finale                                       | -1                                                                     |                                                                        |
| 27-2-1991                                                              | Manaus                                                                 | Brasile                                                                | 1 – 1                                                                  | Paraguay                                                               | Amichevole                                                             | -1                                                                     |                                                                        |
| 27-6-1991                                                              | Curitiba                                                               | Brasile                                                                | 1 – 1                                                                  | Argentina                                                              | Amichevole                                                             | -1                                                                     |                                                                        |
| 9-7-1991                                                               | Viña del Mar                                                           | Brasile                                                                | 2 – 1                                                                  | Bolivia                                                                | Coppa America 1991 - 1º turno                                          | -1                                                                     |                                                                        |
| 11-7-1991                                                              | Viña del Mar                                                           | Uruguay                                                                | 1 – 1                                                                  | Brasile                                                                | Coppa America 1991 - 1º turno                                          | -1                                                                     |                                                                        |
| 13-7-1991                                                              | Viña del Mar                                                           | Colombia                                                               | 2 – 0                                                                  | Brasile                                                                | Coppa America 1991 - 1º turno                                          | -2                                                                     |                                                                        |
| 15-7-1991                                                              | Viña del Mar                                                           | Brasile                                                                | 3 – 1                                                                  | Ecuador                                                                | Coppa America 1991 - 1º turno                                          | -1                                                                     |                                                                        |
| 17-7-1991                                                              | Santiago del Cile                                                      | Argentina                                                              | 3 – 2                                                                  | Brasile                                                                | Coppa America 1991 - 2º turno                                          | -3                                                                     |                                                                        |
| 19-7-1991                                                              | Santiago del Cile                                                      | Brasile                                                                | 2 – 0                                                                  | Colombia                                                               | Coppa America 1991 - 2º turno                                          | -                                                                      |                                                                        |
| 21-7-1991                                                              | Santiago del Cile                                                      | Cile                                                                   | 0 – 2                                                                  | Brasile                                                                | Coppa America 1991 - 2º turno                                          | -                                                                      |                                                                        |
| 11-9-1991                                                              | Cardiff                                                                | Galles                                                                 | 1 – 0                                                                  | Brasile                                                                | Amichevole                                                             | -1                                                                     |                                                                        |
| 26-8-1992                                                              | Saint-Denis                                                            | Francia                                                                | 0 – 2                                                                  | Brasile                                                                | Amichevole                                                             | -                                                                      |                                                                        |
| 16-12-1992                                                             | Porto Alegre                                                           | Brasile                                                                | 3 – 1                                                                  | Germania                                                               | Amichevole                                                             | -1                                                                     |                                                                        |
| 17-2-1993                                                              | Buenos Aires                                                           | Argentina                                                              | 1 – 1                                                                  | Brasile                                                                | Amichevole                                                             | -1                                                                     |                                                                        |
| 6-6-1993                                                               | New Haven                                                              | Stati Uniti                                                            | 0 – 2                                                                  | Brasile                                                                | U.S. Cup 1993                                                          | -                                                                      |                                                                        |
| 10-6-1993                                                              | Washington                                                             | Brasile                                                                | 3 – 3                                                                  | Germania                                                               | U.S. Cup 1993                                                          | -3                                                                     |                                                                        |
| 13-6-1993                                                              | Washington                                                             | Inghilterra                                                            | 1 – 1                                                                  | Brasile                                                                | U.S. Cup 1993                                                          | -1                                                                     |                                                                        |
| 18-6-1993                                                              | Cuenca                                                                 | Brasile                                                                | 0 – 0                                                                  | Perù                                                                   | Coppa America 1993 - 1º turno                                          | -                                                                      |                                                                        |
| 14-7-1993                                                              | Rio de Janeiro                                                         | Brasile                                                                | 2 – 0                                                                  | Paraguay                                                               | Qual. Mondiali 1994                                                    | -                                                                      |                                                                        |
| 18-7-1993                                                              | Guayaquil                                                              | Ecuador                                                                | 0 – 0                                                                  | Brasile                                                                | Qual. Mondiali 1994                                                    | -                                                                      |                                                                        |
| 25-7-1993                                                              | La Paz                                                                 | Bolivia                                                                | 2 – 0                                                                  | Brasile                                                                | Qual. Mondiali 1994                                                    | -2                                                                     |                                                                        |
| 1-8-1993                                                               | San Cristóbal                                                          | Venezuela                                                              | 1 – 5                                                                  | Brasile                                                                | Qual. Mondiali 1994                                                    | -1                                                                     |                                                                        |
| 8-8-1993                                                               | Rio de Janeiro                                                         | Brasile                                                                | 1 – 1                                                                  | Messico                                                                | Amichevole                                                             | -1                                                                     |                                                                        |
| 15-8-1993                                                              | Montevideo                                                             | Uruguay                                                                | 1 – 1                                                                  | Brasile                                                                | Qual. Mondiali 1994                                                    | -1                                                                     |                                                                        |
| 22-8-1993                                                              | San Paolo                                                              | Brasile                                                                | 2 – 0                                                                  | Ecuador                                                                | Qual. Mondiali 1994                                                    | -                                                                      |                                                                        |
| 29-8-1993                                                              | Recife                                                                 | Brasile                                                                | 6 – 0                                                                  | Bolivia                                                                | Qual. Mondiali 1994                                                    | -                                                                      |                                                                        |
| 5-9-1993                                                               | Belo Horizonte                                                         | Brasile                                                                | 4 – 0                                                                  | Venezuela                                                              | Qual. Mondiali 1994                                                    | -                                                                      |                                                                        |
| 19-9-1993                                                              | Rio de Janeiro                                                         | Brasile                                                                | 2 – 0                                                                  | Uruguay                                                                | Qual. Mondiali 1994                                                    | -                                                                      |                                                                        |
| 5-6-1994                                                               | Edmonton                                                               | Canada                                                                 | 1 – 1                                                                  | Brasile                                                                | Amichevole                                                             | -1                                                                     |                                                                        |
| 8-6-1994                                                               | San Diego                                                              | Brasile                                                                | 8 – 2                                                                  | Honduras                                                               | Amichevole                                                             | -2                                                                     |                                                                        |
| 20-6-1994                                                              | Palo Alto                                                              | Brasile                                                                | 2 – 0                                                                  | Russia                                                                 | Mondiali 1994 - 1º turno                                               | -                                                                      |                                                                        |
| 24-6-1994                                                              | Palo Alto                                                              | Brasile                                                                | 3 – 0                                                                  | Camerun                                                                | Mondiali 1994 - 1º turno                                               | -                                                                      |                                                                        |
| 28-6-1994                                                              | Detroit                                                                | Brasile                                                                | 1 – 1                                                                  | Svezia                                                                 | Mondiali 1994 - 1º turno                                               | -1                                                                     |                                                                        |
| 4-7-1994                                                               | Palo Alto                                                              | Brasile                                                                | 1 – 0                                                                  | Stati Uniti                                                            | Mondiali 1994 - Ottavi di finale                                       | -                                                                      |                                                                        |
| 9-7-1994                                                               | Dallas                                                                 | Paesi Bassi                                                            | 2 – 3                                                                  | Brasile                                                                | Mondiali 1994 - Quarti di finale                                       | -2                                                                     |                                                                        |
| 13-7-1994                                                              | Pasadena                                                               | Svezia                                                                 | 0 – 1                                                                  | Brasile                                                                | Mondiali 1994 - Semifinale                                             | -                                                                      |                                                                        |
| 17-7-1994                                                              | Pasadena                                                               | Brasile                                                                | 0 – 0 dts (3 – 2 dtr)                                                  | Italia                                                                 | Mondiali 1994 - Finale                                                 | -                                                                      | [ 23 ]                                                                 |
| 22-5-1995                                                              | Rio de Janeiro                                                         | Brasile                                                                | 5 – 0                                                                  | Slovacchia                                                             | Amichevole                                                             | -                                                                      |                                                                        |
| 13-7-1995                                                              | Rivera                                                                 | Brasile                                                                | 3 – 0                                                                  | Colombia                                                               | Coppa America 1995 - 1º turno                                          | -                                                                      |                                                                        |
| 17-7-1995                                                              | Rivera                                                                 | Argentina                                                              | 2 – 2 dts (2 – 4 dtr)                                                  | Brasile                                                                | Coppa America 1995 - Quarti di finale                                  | -2                                                                     |                                                                        |
| 20-7-1995                                                              | Maldonado                                                              | Stati Uniti                                                            | 0 – 1                                                                  | Brasile                                                                | Coppa America 1995 - Semifinale                                        | -                                                                      |                                                                        |
| 23-7-1995                                                              | Montevideo                                                             | Brasile                                                                | 1 – 1 dts (3 – 5 dtr)                                                  | Uruguay                                                                | Coppa America 1995 - Finale                                            | -1                                                                     |                                                                        |
| 2-4-1997                                                               | Brasilia                                                               | Brasile                                                                | 4 – 0                                                                  | Cile                                                                   | Amichevole                                                             | -                                                                      |                                                                        |
| 30-4-1997                                                              | Miami                                                                  | Brasile                                                                | 4 – 0                                                                  | Messico                                                                | Amichevole                                                             | -                                                                      |                                                                        |
| 31-5-1997                                                              | Oslo                                                                   | Norvegia                                                               | 4 – 2                                                                  | Brasile                                                                | Amichevole                                                             | -4                                                                     |                                                                        |
| 3-6-1997                                                               | Lione                                                                  | Francia                                                                | 1 – 1                                                                  | Brasile                                                                | Amichevole                                                             | -1                                                                     |                                                                        |
| 8-6-1997                                                               | Lione                                                                  | Italia                                                                 | 3 – 3                                                                  | Brasile                                                                | Amichevole                                                             | -3                                                                     |                                                                        |
| 10-6-1997                                                              | Parigi                                                                 | Inghilterra                                                            | 1 – 0                                                                  | Brasile                                                                | Amichevole                                                             | -1                                                                     |                                                                        |
| 13-6-1997                                                              | Santa Cruz                                                             | Brasile                                                                | 5 – 0                                                                  | Costa Rica                                                             | Coppa America 1997 - 1º turno                                          | -                                                                      |                                                                        |
| 16-6-1997                                                              | Santa Cruz                                                             | Messico                                                                | 2 – 3                                                                  | Brasile                                                                | Coppa America 1997 - 1º turno                                          | -2                                                                     |                                                                        |
| 19-6-1997                                                              | Santa Cruz                                                             | Brasile                                                                | 2 – 0                                                                  | Colombia                                                               | Coppa America 1997 - 1º turno                                          | -                                                                      |                                                                        |
| 22-6-1997                                                              | Santa Cruz                                                             | Brasile                                                                | 2 – 0                                                                  | Paraguay                                                               | Coppa America 1997 - Quarti di finale                                  | -                                                                      |                                                                        |
| 26-6-1997                                                              | Santa Cruz                                                             | Perù                                                                   | 0 – 7                                                                  | Brasile                                                                | Coppa America 1997 - Semifinale                                        | -                                                                      |                                                                        |
| 29-6-1997                                                              | Santa Cruz                                                             | Brasile                                                                | 3 – 1                                                                  | Bolivia                                                                | Coppa America 1997 - Finale                                            | -1                                                                     | [ 24 ]                                                                 |
| 10-8-1997                                                              | Seul                                                                   | Corea del Sud                                                          | 1 – 2                                                                  | Brasile                                                                | Amichevole                                                             | -1                                                                     |                                                                        |
| 9-10-1997                                                              | Belém                                                                  | Brasile                                                                | 2 – 0                                                                  | Marocco                                                                | Amichevole                                                             | -                                                                      |                                                                        |
| 11-11-1997                                                             | Brasília                                                               | Brasile                                                                | 3 – 0                                                                  | Galles                                                                 | Amichevole                                                             | -                                                                      |                                                                        |
| 3-2-1998                                                               | Miami                                                                  | Giamaica                                                               | 0 – 0                                                                  | Brasile                                                                | Gold Cup 1998 - 1º turno                                               | -                                                                      |                                                                        |
| 5-2-1998                                                               | Miami                                                                  | Guatemala                                                              | 1 – 1                                                                  | Brasile                                                                | Gold Cup 1998 - 1º turno                                               | -1                                                                     |                                                                        |
| 8-2-1998                                                               | Los Angeles                                                            | El Salvador                                                            | 0 – 4                                                                  | Brasile                                                                | Gold Cup 1998 - 1º turno                                               | -                                                                      |                                                                        |
| 10-2-1998                                                              | Los Angeles                                                            | Stati Uniti                                                            | 1 – 0                                                                  | Brasile                                                                | Gold Cup 1998 - Semifinale                                             | -1                                                                     |                                                                        |
| 15-2-1998                                                              | Los Angeles                                                            | Giamaica                                                               | 0 – 1                                                                  | Brasile                                                                | Gold Cup 1998 - Finale 3º posto                                        | -                                                                      |                                                                        |
| 25-3-1998                                                              | Stoccarda                                                              | Germania                                                               | 1 – 2                                                                  | Brasile                                                                | Amichevole                                                             | -1                                                                     |                                                                        |
| 29-4-1998                                                              | Buenos Aires                                                           | Argentina                                                              | 1 – 0                                                                  | Brasile                                                                | Amichevole                                                             | -1                                                                     |                                                                        |
| 3-6-1998                                                               | Saint-Ouen                                                             | Brasile                                                                | 3 – 0                                                                  | Andorra                                                                | Amichevole                                                             | -                                                                      |                                                                        |
| 10-6-1998                                                              | Saint-Denis                                                            | Brasile                                                                | 2 – 1                                                                  | Scozia                                                                 | Mondiali 1998 - 1º turno                                               | -1                                                                     |                                                                        |
| 16-6-1998                                                              | Nantes                                                                 | Brasile                                                                | 3 – 0                                                                  | Marocco                                                                | Mondiali 1998 - 1º turno                                               | -                                                                      |                                                                        |
| 23-6-1998                                                              | Marsiglia                                                              | Norvegia                                                               | 2 – 1                                                                  | Brasile                                                                | Mondiali 1998 - 1º turno                                               | -2                                                                     |                                                                        |
| 27-6-1998                                                              | Parigi                                                                 | Brasile                                                                | 4 – 1                                                                  | Cile                                                                   | Mondiali 1998 - Ottavi di finale                                       | -1                                                                     |                                                                        |
| 3-7-1998                                                               | Nantes                                                                 | Danimarca                                                              | 2 – 3                                                                  | Brasile                                                                | Mondiali 1998 - Quarti di finale                                       | -2                                                                     |                                                                        |
| 7-7-1998                                                               | Marsiglia                                                              | Paesi Bassi                                                            | 1 – 1 dts (2 – 4 dtr)                                                  | Brasile                                                                | Mondiali 1998 - Semifinale                                             | -1                                                                     |                                                                        |
| 12-7-1998                                                              | Saint-Denis                                                            | Brasile                                                                | 0 – 3                                                                  | Francia                                                                | Mondiali 1998 - Finale                                                 | -3                                                                     |                                                                        |
| Totale                                                                 |                                                                        | Presenze (7º posto)                                                    | 101                                                                    |                                                                        | Reti                                                                   | -70                                                                    |                                                                        |

## Palmarès

### Giocatore

#### Club

##### Competizioni statali
- Campionato Mineiro: 1

Atlético Mineiro: 1995

##### Competizioni nazionali
- Coppa Italia: 2

Parma: 1991-1992, 2001-2002
- Campionato turco: 2

Galatasaray: 1998-1999, 1999-2000
- Coppa di Turchia: 2

Galatasaray: 1998-1999, 1999-2000

##### Competizioni internazionali
- Coppa delle Coppe: 1

Parma: 1992-1993
- Coppa CONMEBOL: 1

Atlético Mineiro: 1997
- Coppa UEFA: 1

Galatasaray: 1999-2000
- Supercoppa UEFA: 1

Galatasaray: 2000

#### Nazionale
- Campionato mondiale Under-20: 1

URSS 1985
- Giochi panamericani: 1

Indianapolis 1987
- Argento olimpico: 1

Seul 1988
- Coppa America: 2

Brasile 1989, Bolivia 1997
- Campionato mondiale: 1

Stati Uniti 1994

#### Individuale
- Bola de Prata: 1

1987
- Bola de Ouro: 1

1988